# Jorge Kistenmacher

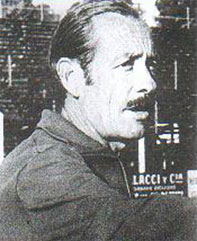
Jorge Kistenmacher.

Jorge Everardo Kistenmacher (Concepción, Tucumán, 13 de agosto de 1919 - La Plata, Buenos Aires, 23 de enero de 2010) fue un preparador físico argentino que desarrolló una reconocida carrera profesional como integrante de cuerpos técnicos de fútbol.

## Biografía
Con una etapa previa dedicada al atletismo, fue el preparador físico del equipo de Estudiantes de La Plata durante la era Zubeldía, época en la que el club platense obtuvo los logros más importantes de su historia futbolística, entre ellos en tres oportunidades la Copa Libertadores de América y la Copa Intercontinental. También desempeñó ese cargo en Peñarol, plantel con el que también alcanzó el máximo logro de clubes de fútbol a nivel mundial: la Intercontinental de 1982.
Se lo consideraba un auténtico renovador en los métodos de entrenamiento futbolístico desde la década de 1960, líneas disciplinarias que hacían hincapié en la educación física, las prácticas diarias en horario matutino, las concentraciones previas a los partidos y los rigurosos planes nutricionales para cada uno de los deportistas.
Autor de una docena de libros sobre su especialidad, tuvo además un breve paso como preparador físico de la Selección Argentina durante las Eliminatorias para el Mundial de Alemania 1974. Ese año también dirigió a Vélez Sarsfield, de la Primera División de Argentina, en reemplazo de Osvaldo Zubeldía.
El edificio de deportes de la Escuela Naval Militar Río Santiago, donde fuera profesor, lleva su nombre. 
Al cumplir 90 años, y en reconocimiento a su trayectoria deportiva en La Plata, fue homenajeado por el Club Estudiantes y las autoridades municipales de esa ciudad.